# Podoces
Genre
Le genre Podoces comprend quatre espèces de passereaux appartenant à la famille des Corvidae.

## Liste des espèces
D'après la classification de référence du Congrès ornithologique international (ordre phylogénique) :
- Podoce de Henderson – Podoces hendersoni Hume, 1871
- Podoce de Biddulph – Podoces biddulphi Hume, 1874
- Podoce de Pander – Podoces panderi Fischer von Waldheim, 1821
- Podoce de Pleske – Podoces pleskei Zarudny, 1896